# مؤشر التعليم
مؤشر التعليم هو أحد إصدارات الأمم المتحدة مؤشر التنمية البشرية كل عام والذي يتكون من مؤشر التعليم ومؤشر الناتج المحلي الإجمالي ومؤشر مأمول الحياة. تقيس هذه العناصر الثلاثة التحصيل التعليمي والناتج المحلي الإجمالي للفرد الواحد ومتوسط العمر المتوقع على التوالي.